# X264
x264 – darmowa i otwarta implementacja kodera H.264/MPEG-4 AVC. Została upubliczniona na warunkach licencji GNU General Public License. Licencja ta może być niekompatybilna z patentowymi licencjami MPEG-LA w krajach uznających patenty programowe.
Utworzono kilka wersji graficznego interfejsu użytkownika dla wersji obsługiwanej z wiersza poleceń, włączając MeGUI, AutoAC oraz bazujący na .NET (1.1) x264CLI GUI.

## Możliwości
Obecnie (maj 2009) x264 jest jednym z najbardziej zaawansowanych publicznie dostępnych koderów AVC. Jest również jednym z niewielu dostępnych publicznie koderów AVC Wysokiego Profilu.
Obsługuje m.in.:
- kodowanie entropijne: binarne adaptacyjne kodowanie kontekstowe (CABAC) oraz adaptacyjne kodowanie kontekstowe kodami o zmiennej długości (CAVLC)
- wielokrotne klatki referencyjne
- wszystkie typy makrobloków kodowania wewnątrzobrazowego (I frame) (16x16, 8x8 i 4x4 -- 8x8 to część AVC High Profile)
- wszystkie typy makrobloków kodowania z predykcją międzyobrazową (P frame)
- część typów makrobloków kodowania dwukierunkowego (B frame) od 8x8 do 16x16
- optymalizacja zmiany przepływności
- wiele trybów kontroli przepływności: stała kwantyzacja, stała jakość, pojedynczy lub wieloprzebiegowy ABR z opcją VBV
- detekcja przycięcia sceny
- adaptacyjne rozmieszczanie ramek kodowanych z predykcją dwukierunkową (B frames), z opcją dowolnego rozmieszczania oraz trzymania ramek jako referencje
- adaptacyjne przekształcenie przestrzenne bloków 8x8 i 4x4 (Wysoki Profil)
- tryb bezstratny (Wysoki 4:4:4 Profil)
- dowolna kwantyzacja matryc (Wysoki Profil)
- równoległe kodowanie na wielu jednostkach CPU
- wsparcie dla obrazu z przeplotem
- nowa cecha: adaptacyjna kwantyzacja, pozwala na używanie różnych matryc dla różnych części klatki, w programie x264 jest to używane do alokowania dodatkowych bitów dla ciemnego tła aby uniknąć efektów blokowych pogarszających jakość obrazu

## Porównanie z innymi kodekami
x264 zostało nagrodzone w poniższych testach porównawczych:
- Doom9's 2005 codec shoot-out[1]
- Porównanie kodeków MSU MPEG-4 AVC/ H.264[2]
- MSU Subiektywne porównanie współczesnych kodeków obrazu[3]